# Соммелсдейк
Соммелсдейк (нід. Sommelsdijk) — село в нідерландській провінції Південна Голландія. Входить до муніципалітету Гуре-Оверфлакке.
Його площа — 18,85 км², а населення станом на 2021 рік становило 7170 осіб.
До 1966 року мало статус окремого муніципалітету.

## Галерея

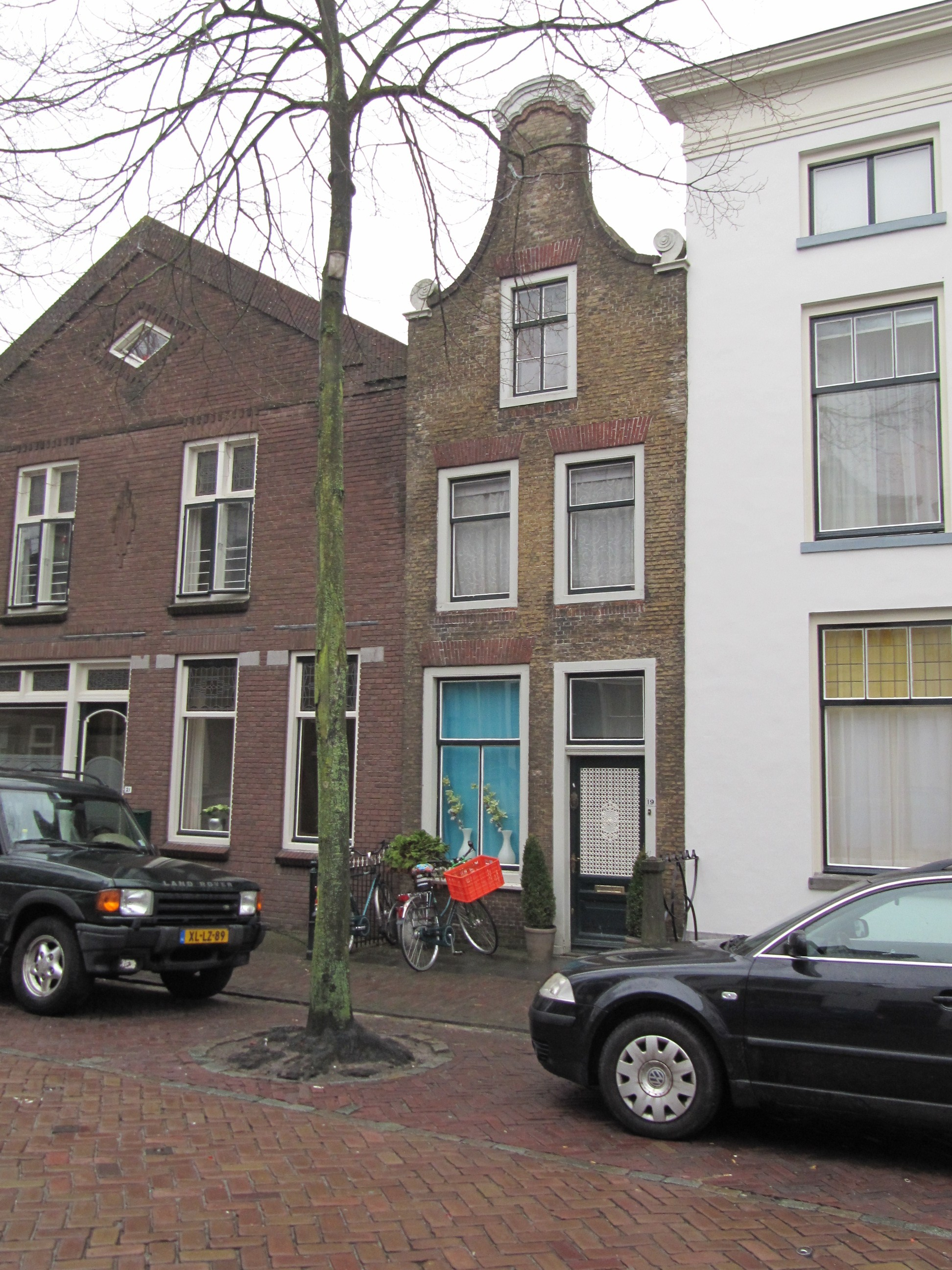
Сільська забудова
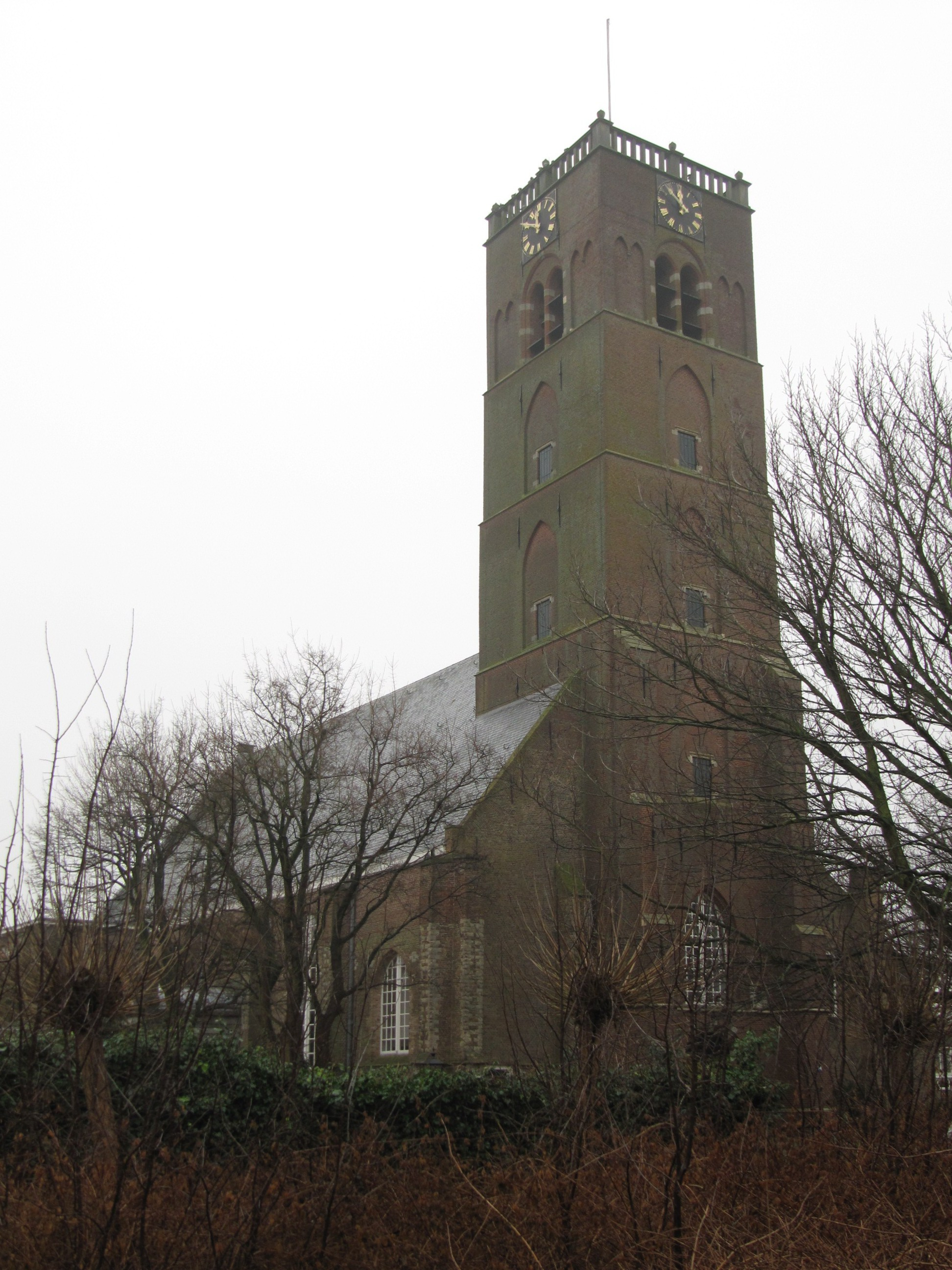
Реформістська церква
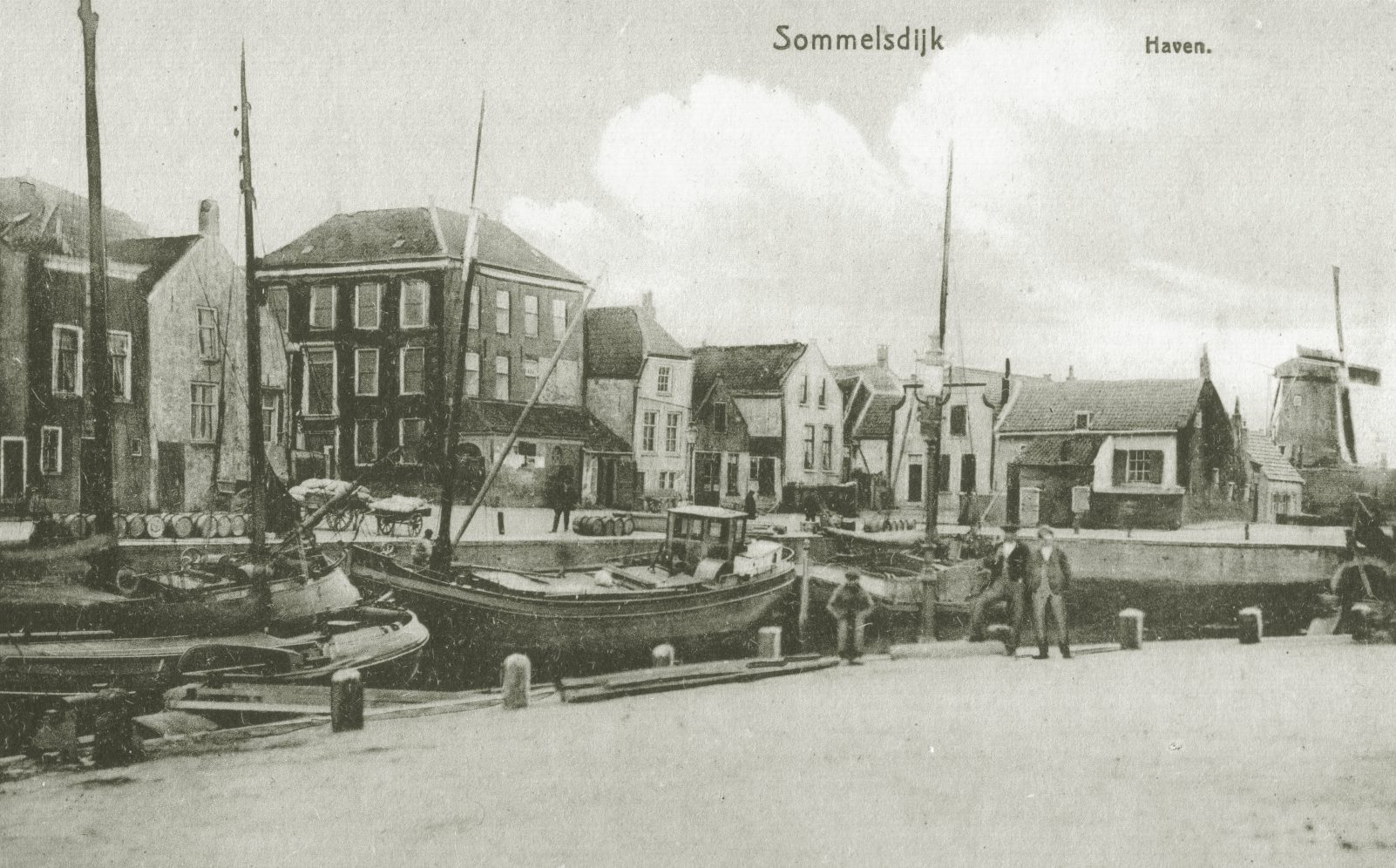
Стара листівка з видами Соммелсдейка
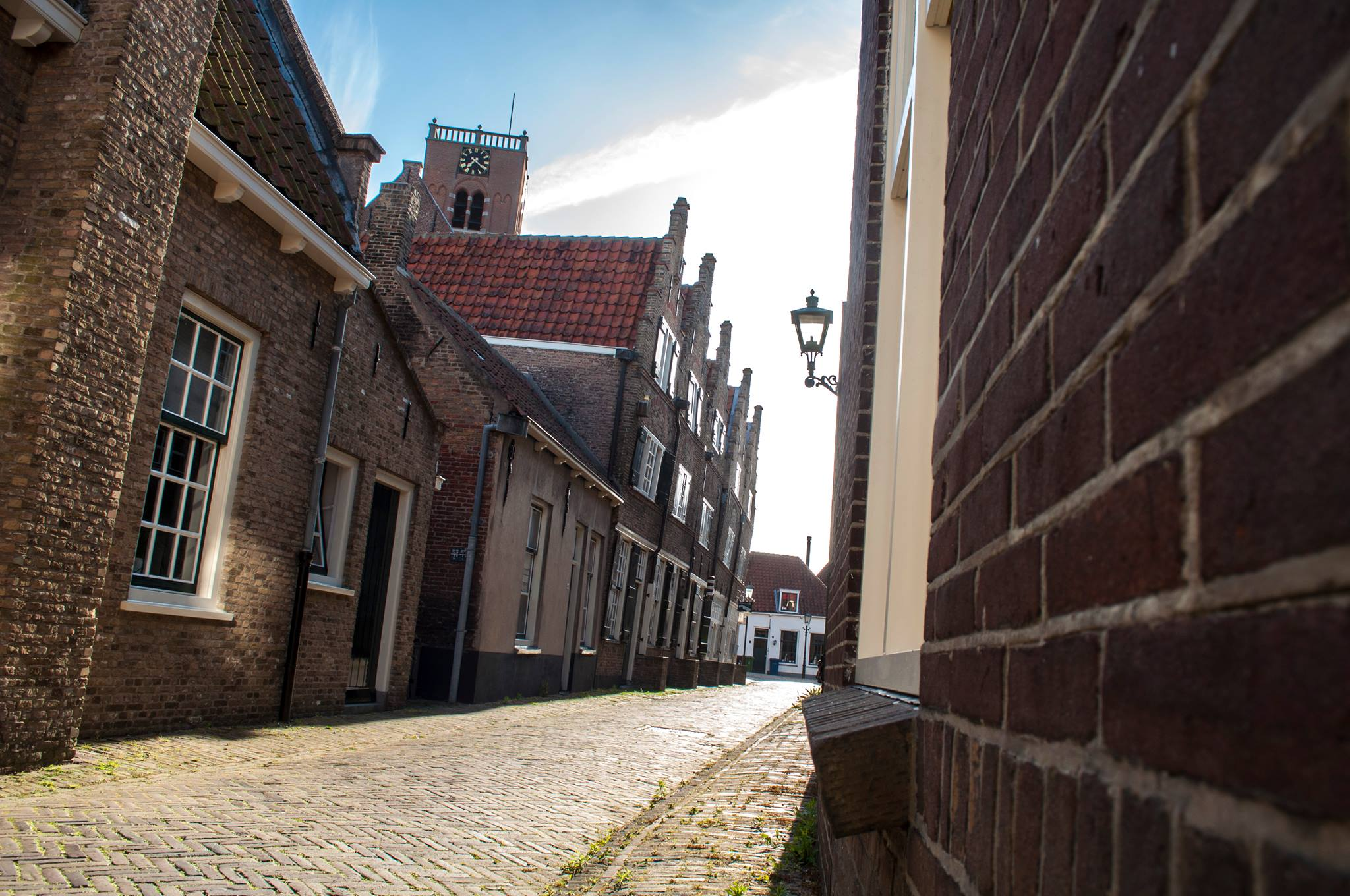
Муніципальний музей Гуре-Оверфлакке